# Joseph Kasa-Vubu
Joseph Kasa-Vubu, alternativamente Joseph Kasavubu (Kuma-Dizi, Maiombe, 1915 — Boma,  24 de março de 1969), foi um político quinxassa-congolês sendo, entre 1960 e 1965, o primeiro presidente do Congo-Léopoldville, atualmente República Democrática do Congo.

## Biografia
Joseph Kasa-Vubu nasceu em 1915, na localidade de Kuma-Dizi, na região de Maiombe, no extremo oeste do Congo Belga. Era proveniente da etnia dos congos.
Foi seminarista no Seminário Menor de Mbata-Kiela em Kangu, porém ao ser considerado demasiado ambicioso para o sacerdócio, terminou seus estudos em uma escola normal e tornou-se mais tarde professor leigo. Considerava baixo o salário que recebia devido a sua formação, deixando sua carreira docente. Conseguiu emprego na empresa Sociedade Florestal e Agrícola de Mayumbe (Agrifor) em 1942, e depois como contador no Serviço de Finanças do governo colonial.
Na capital, Quinxassa, integrou-se aos vários grupos congoleses evoluídos. Filiou-se e tornou-se líder da organização político-cultural de orientação conservadora e tribal da etnia congo Associação dos Bacongos para a Unificação, a Conservação e o Desenvolvimento da Língua Congo (Abako). Nesta agremiação foi eleito prefeito da comuna de Dendale (actualmente Kasa-Vubu) em 1957.
A partir de 1959 participou das conversações com a Bélgica sobre a independência quinxassa-congolesa. Seu partido Abako participou das eleições, mas não obteve muitas cadeiras no parlamento. Costurou uma improvável coalizão entre seu partido regionalista e conservador Abako com o partido nacionalista de esquerda e vencedor das eleições Movimento Nacional Congolês (MNC) de Patrice Lumumba oferecendo apoio no governo. Recebeu dos lumumbistas em troca, no Senado e a Assembléia Nacional, a eleição indireta para presidente da República em 1960.
Confrontando constantemente os seus primeiros-ministros, sua presidência ficou especialmente marcada pela sua participação na conspiração que assassinou Patrice Lumumba. Por fim, acabou sendo deposto por um golpe de Estado liderado por Mobutu Sese Seko em 1965.
Sua biografia ficou marcada por ser o principal causador da instabilidade política que perdura no Congo-Quinxassa desde a sua independência em 1960, e como um presidente fantoche, agindo pelos interesses belgas e dos Estados Unidos.

## Morte
Mobutu colocou Kasa-Vubu em prisão domiciliar antes de finalmente permitir que o presidente deposto se retirasse para sua fazenda na região de Maiombe. Kasa-Vubu morreu em um hospital em Boma quatro anos depois, em 1969, possivelmente após uma longa doença.